# Circaea lutetiana
Espèce
Circaea lutetiana, la Circée de Paris, Circée commune ou Herbe aux sorcières, est une espèce de plantes à fleurs de la famille des Onagracées. C'est une plante herbacée

## Étymologie
Le nom du genre – Circaea – vient de la magicienne Circé, dans la mythologie grecque, et l'épithète spécifique – lutetiana – est dérivée de Lutèce, nom latin de Paris.

## Description
Circaea lutetiana est une plante herbacée, vivace ; ses feuilles sont simples, opposées ; la tige, mince et verte, s'élève de 20 à 60 cm, rarement jusqu'à 75 cm. Les fleurs sont petites, blanches, et fleurissent en été.
Les feuilles sont opposées, décussées, opaques, ovales en cœur à la base, longuement acuminées, bordées de petites dents écartées, à pétiole non ailé, canaliculé en dessus, pubescent tout autour.
La fleur a deux pétales cannelés, deux étamines et un pistil à stigmate bilobé. Les fleurs sont espacées le long de la tige, sans bractée à la base des pédoncules. Le fruit est une capsule velue à deux loges, à deux valves, dans chacune desquelles est renfermée une semence.
En hiver les parties aériennes meurent les unes après les autres, laissant des rhizomes souterrains.

## Écologie

### Répartition  et habitat
On la trouve en Europe, jusqu'au centre de la Suède ; en Asie boréale et occidentale jusqu'à l'Himalaya ; en Afrique et Amérique septentrionale. 
D'une façon générale, elle pousse dans les bois, dans les milieux ombragés et humides, riches en azote et en matières organiques.

### Protection
Circaea lutetiana est protégée dans la région Provence-Alpes-Côte d'Azur depuis l'arrêté du 9 mai 1994.

## Toxicité
Malgré son appellation commune, cette plante n'est pas particulièrement toxique, mais elle contient une grande quantité de tanin astringent.

## Galerie

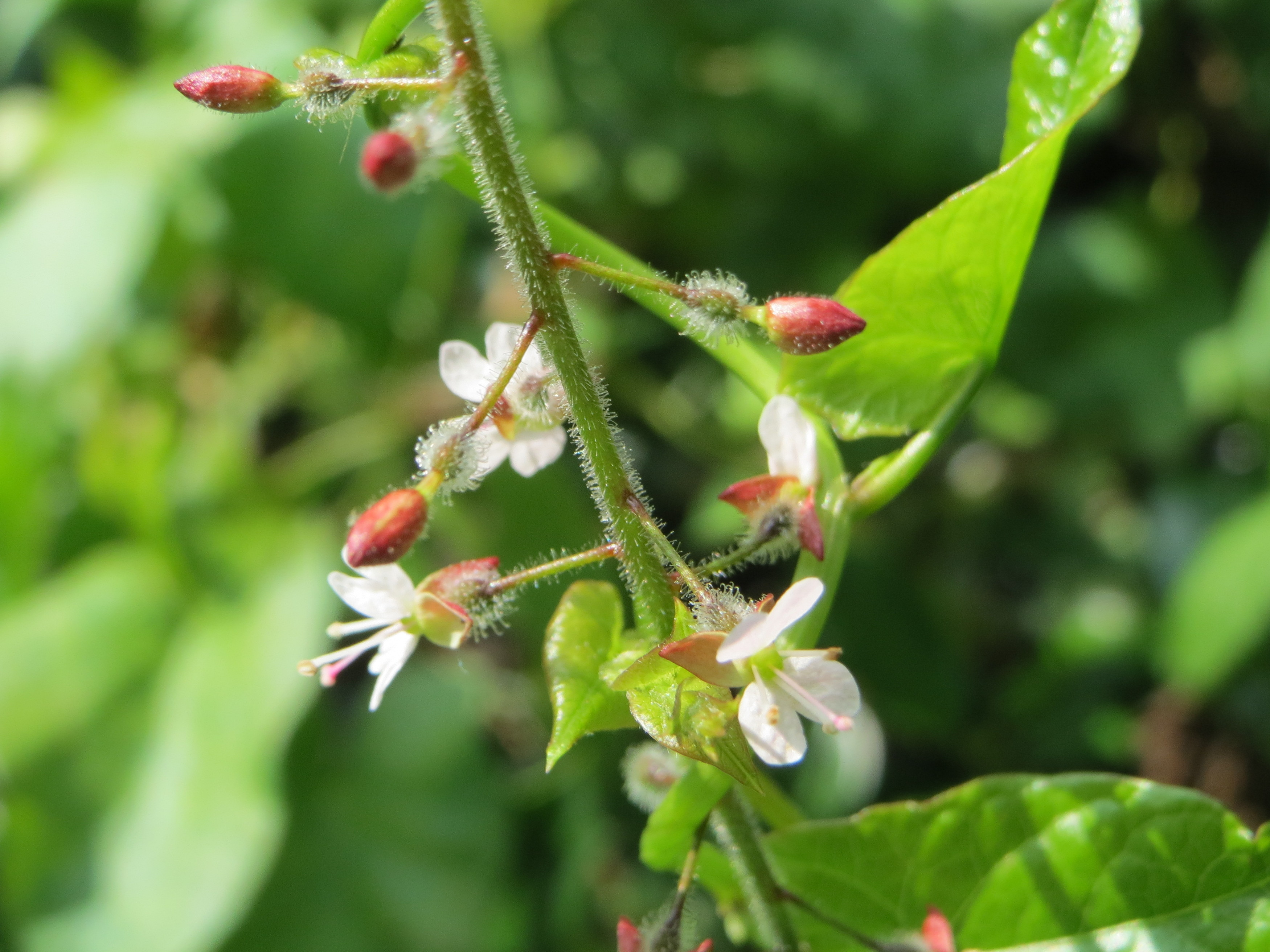
Fleurs.
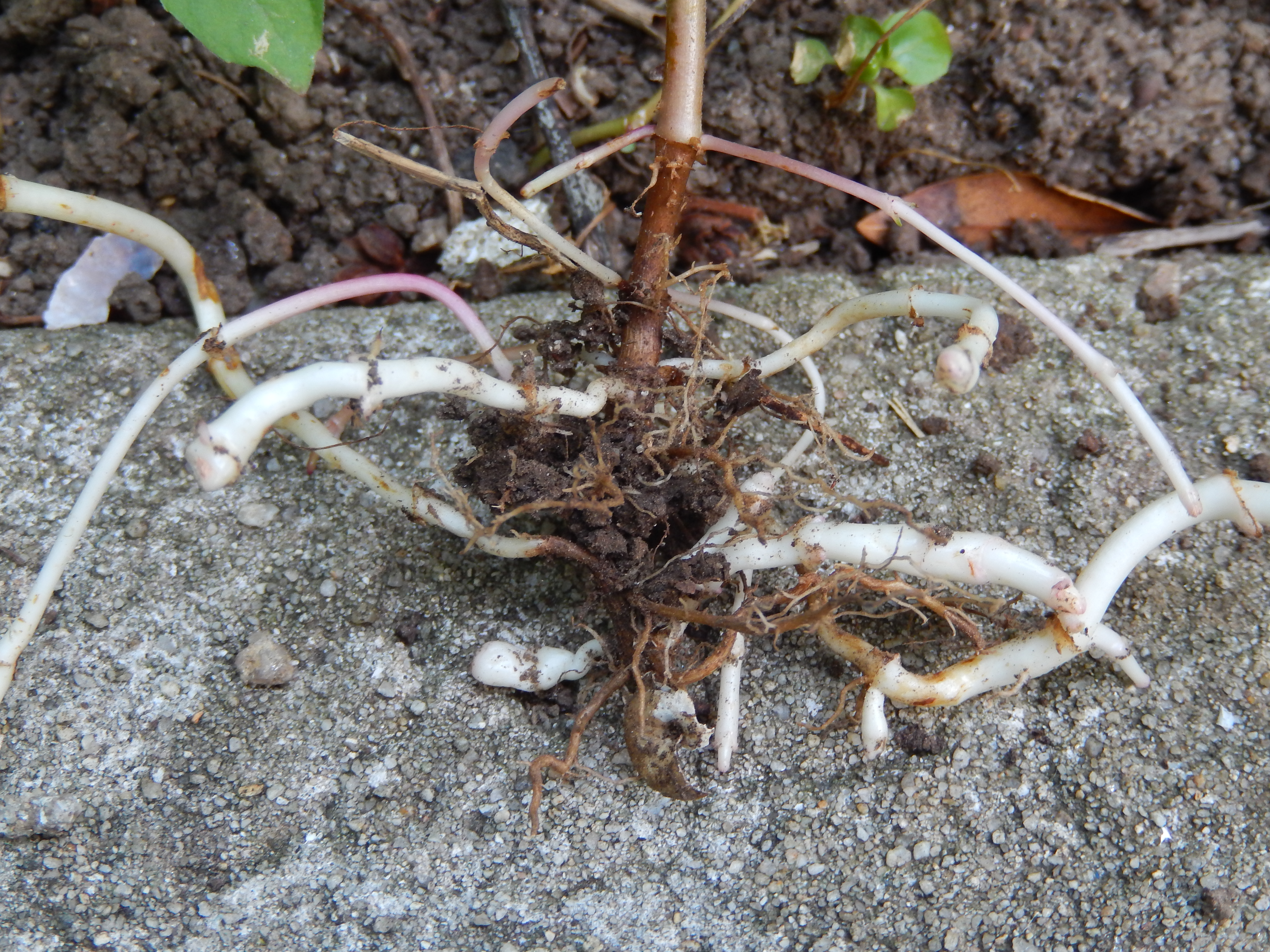
Rhizomes.
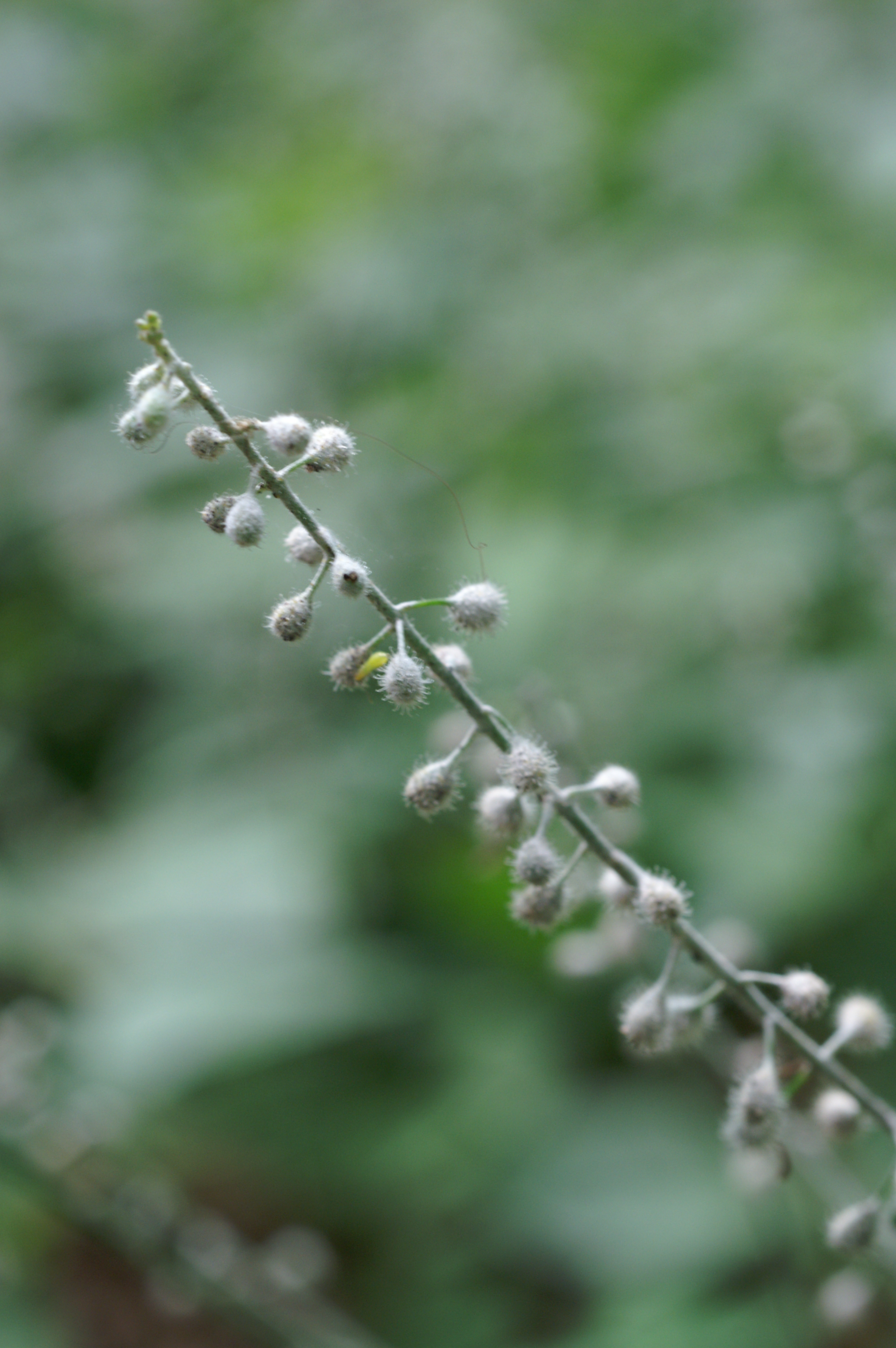
Fruits.
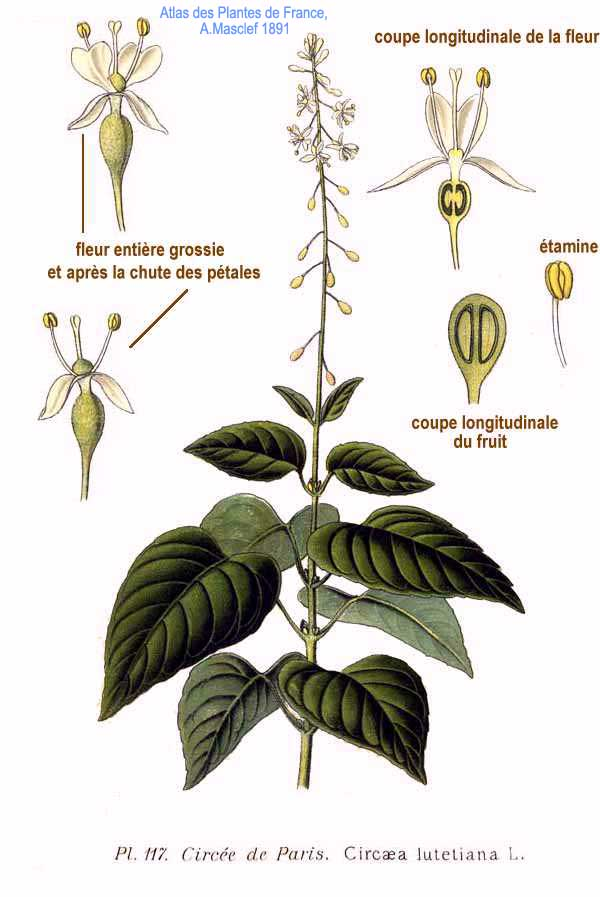
Anatomie.